# Demon Preacher
Demon Preacher var ett punk/proto-gothband från Islington, Storbritannien, som var aktivt under den andra hälften 1970-talet och början av 1980-talet. Bandet är troligtvis mest känt för att det frontades av Nik Wade (eg. Nicholas Wade), som senare antog pseudonymen Nik Fiend och grundade Alien Sex Fiend. Bandet gav ut ett antal singlar innan det splittrades. 

## Biografi
Gruppen grundades av sångaren Nik Wade och gitarristen Tony Gialanze i slutet av år 1975 och det tog sina influenser från tidiga protopunkband och Alice Coopers skräckrock. Gruppen bestod till en början av Wade, Gialanze, gitarristerna Big Tony Ward och Geoff Bedz, trummisen Gel Healy och Gialanzes flickvän Sharon Mac på bas.
Demon Preacher hade sin första spelning i slutet av år 1977, då punken hade etablerat sig i Storbritannien. Den första 4-låtars EP:n Royal Northern släpptes i januari 1978, då med Camilla Branson på bas och Kevin Armstrong på gitarr. Plattan innehöll låtarna "Royal Northern", "Laughing At Me", "Steal Your Love" och "Dead End Kids". Alltihop spelades in på två timmar. Efter inspelningen av skivan hoppade också de sista originalmedlemmarna av, och det inleddes en flera år lång period av ideliga medlemsbyten. 
Samma släppte bandet singeln "Little Miss Perfect" på skivbolaget Small Wonder". Sången handlade om Joyce McKinney, en amerikansk före detta skönhetsmiss, som 1977 via en privatdetektiv hade lyckats hitta sin college-förälskelse, en mormonpastor i Storbritannien. Hon skapade rubriker efter att det uppdagades att hon hade kidnappat, drogat och bundit fast pastorn och i flera dagar tvingat honom att ha sex med henne. På singeln spelade Max Splodge trummor, efter att Paul Wilson från bland annat The Psychedelic Furs hade lämnat gruppen. 
Demon Preacher fortsatte spela live runtom i Storbritannien i ännu några år med en evigt föränderlig banduppsättning. I ett skede bytte gruppen band till The Demons, men återgick år till Demon Preacher. I den sista uppställning spelade Nicholas "Razzle" Dingley (som senare skulle gå med i Hanoi Rocks trummor, Jim "Jimbo" Bryson gitarr och Boo bas. De två sistnämnda skulle senare grunda glamrockbandet The Babysitters. Gruppen splittrades år 1981.

## Medlemmar
| Originalmedlemmar - Nik Wade – sång - Tony Gialanze – gitarr - Big Tony Ward – gitarr - Geoff Bedz – gitarr - Sharon Mac – basgitarr - Gel Healy – trummor | Övriga medlemmar (i urval) - Camilla Branson – basgitarr - Kevin Armstrong – gitarr - Razzle – trummor - Max Splodge – trummor - Paul Wilson – trummor - Jim Bryson – gitarr - Boo – basgitarr - Joe Schmo – gitarr |

## Diskografi
EP
- Royal Northern (1977)

1. "Royal Northern (North Seven)"
2. "Laughing At Me"
3. "Steal Your Love"
4. "Dead End Kidz

Singlar
- "Little Miss Perfect" / "Perfect Dub" (1978)
- "Action By Example" / "I Wish I was a Dog" (som "The Demons", 1980)[2]